# Songs for You
Songs for You è il quarto album in studio della cantante statunitense Tinashe, pubblicato nel 2019.

## Tracce
1. Feelings – 3:05
2. Life's Too Short – 3:11
3. Hopscotch – 3:11
4. Stormy Weather – 3:10
5. Save Room for Us (featuring MAKJ) – 2:44
6. Story of Us – 2:45
7. Die a Little Bit (featuring Ms Banks) – 2:45
8. Perfect Crime – 2:56
9. Cash Race – 4:34
10. Link Up – 3:28
11. Touch & Go (with 6lack) – 4:15
12. Know Better – 6:57
13. You – 0:06
14. So Much Better (with G-Eazy) – 4:50
15. Remember When – 3:50

## Classifiche
| Classifica (2019) | Posizione massima |
| ----------------- | ----------------- |
| Stati Uniti       | 147               |